# Erica multiflora
Erica multiflora är en ljungväxtart. Erica multiflora ingår i släktet klockljungssläktet, och familjen ljungväxter.

## Underarter
Arten delas in i följande underarter:
- E. m. hyblaea
- E. m. multiflora

## Bildgalleri

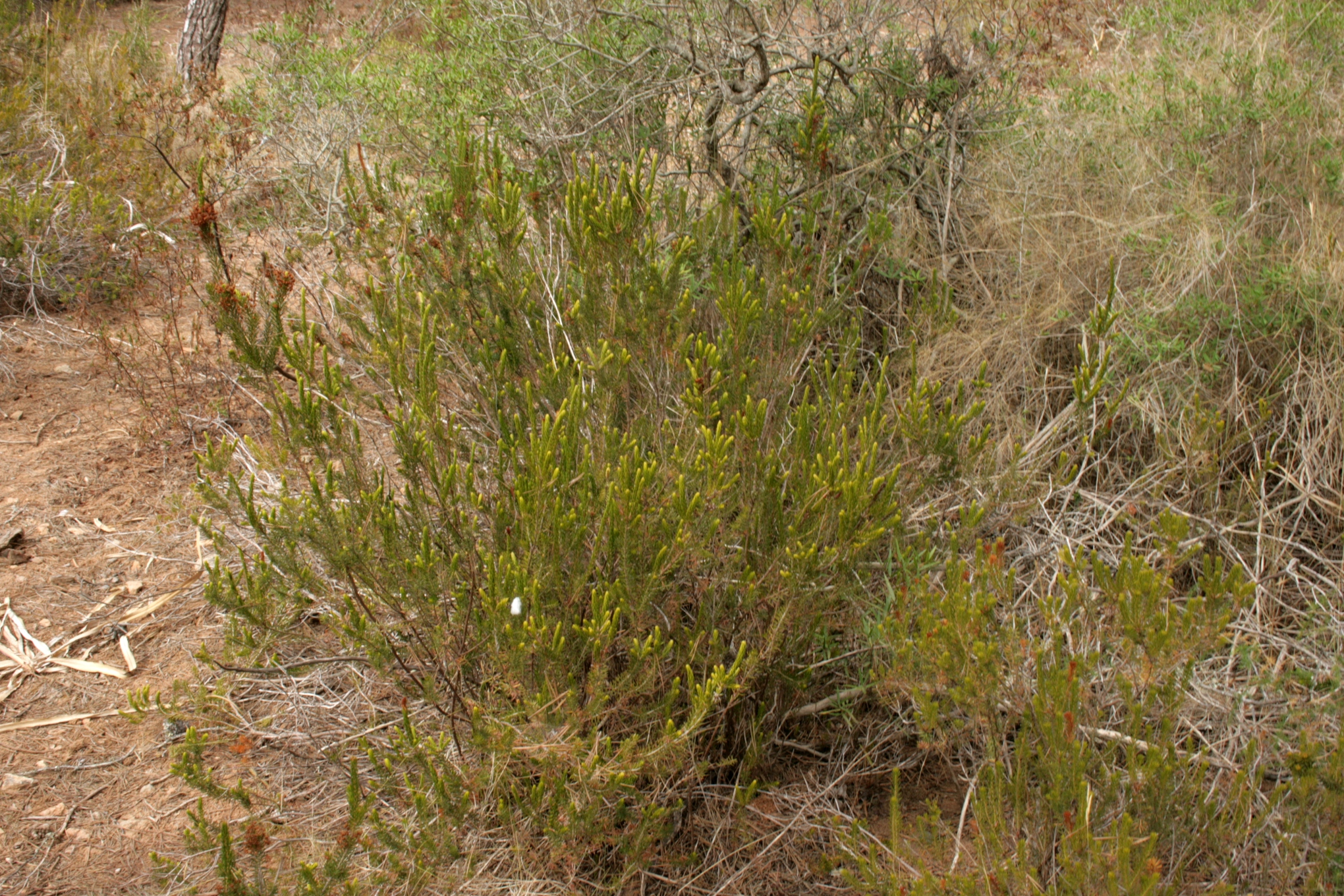
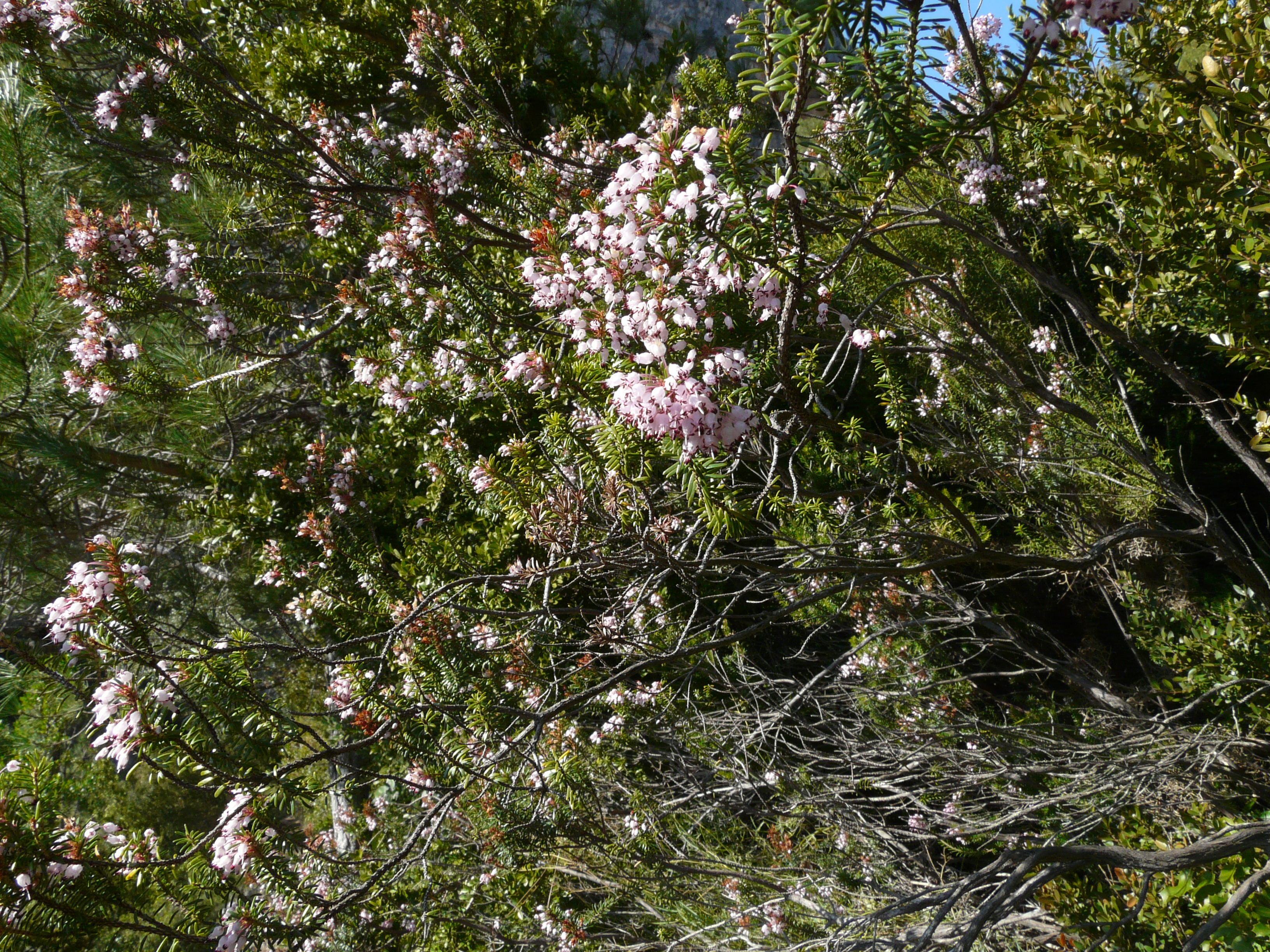
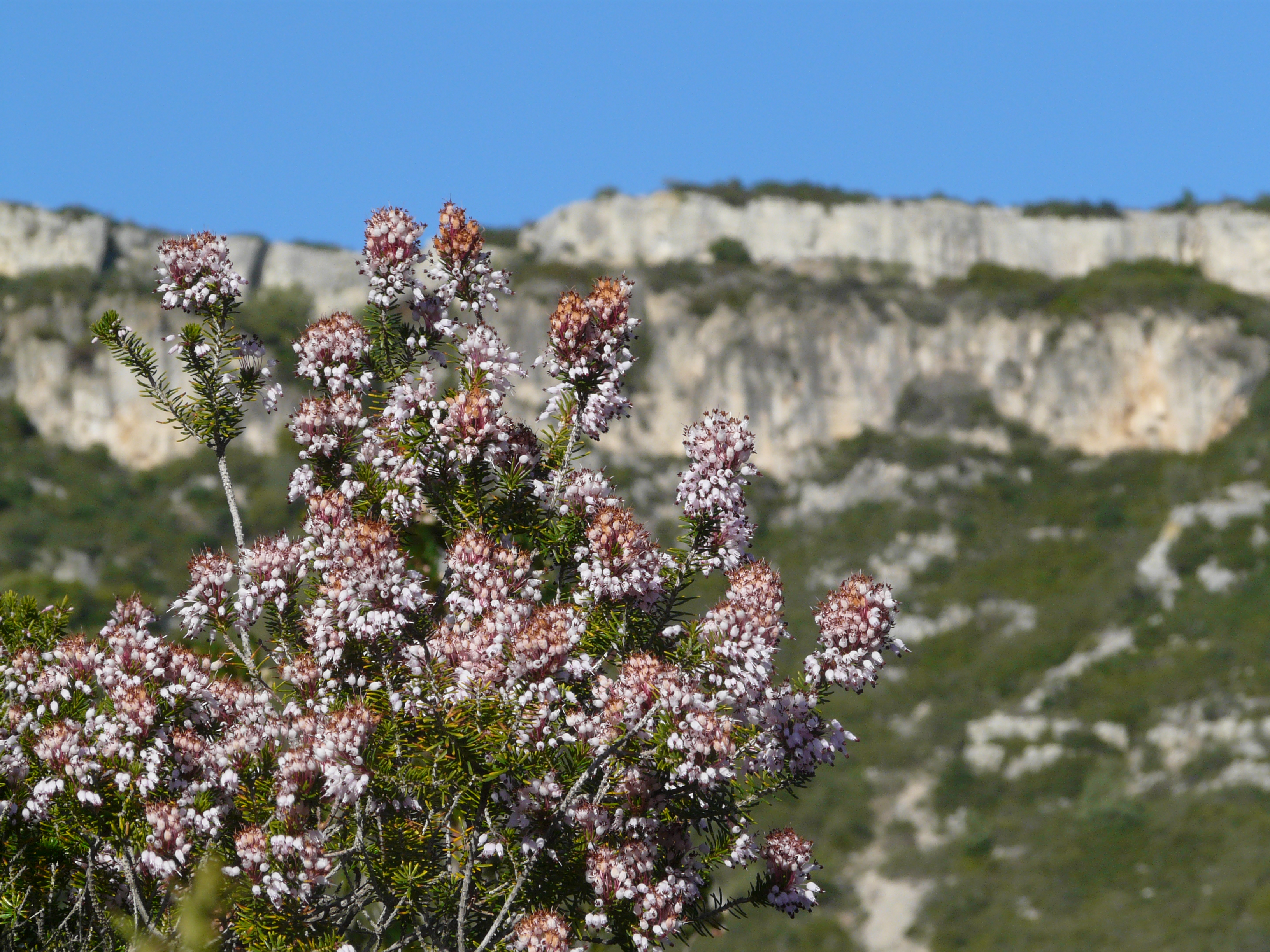
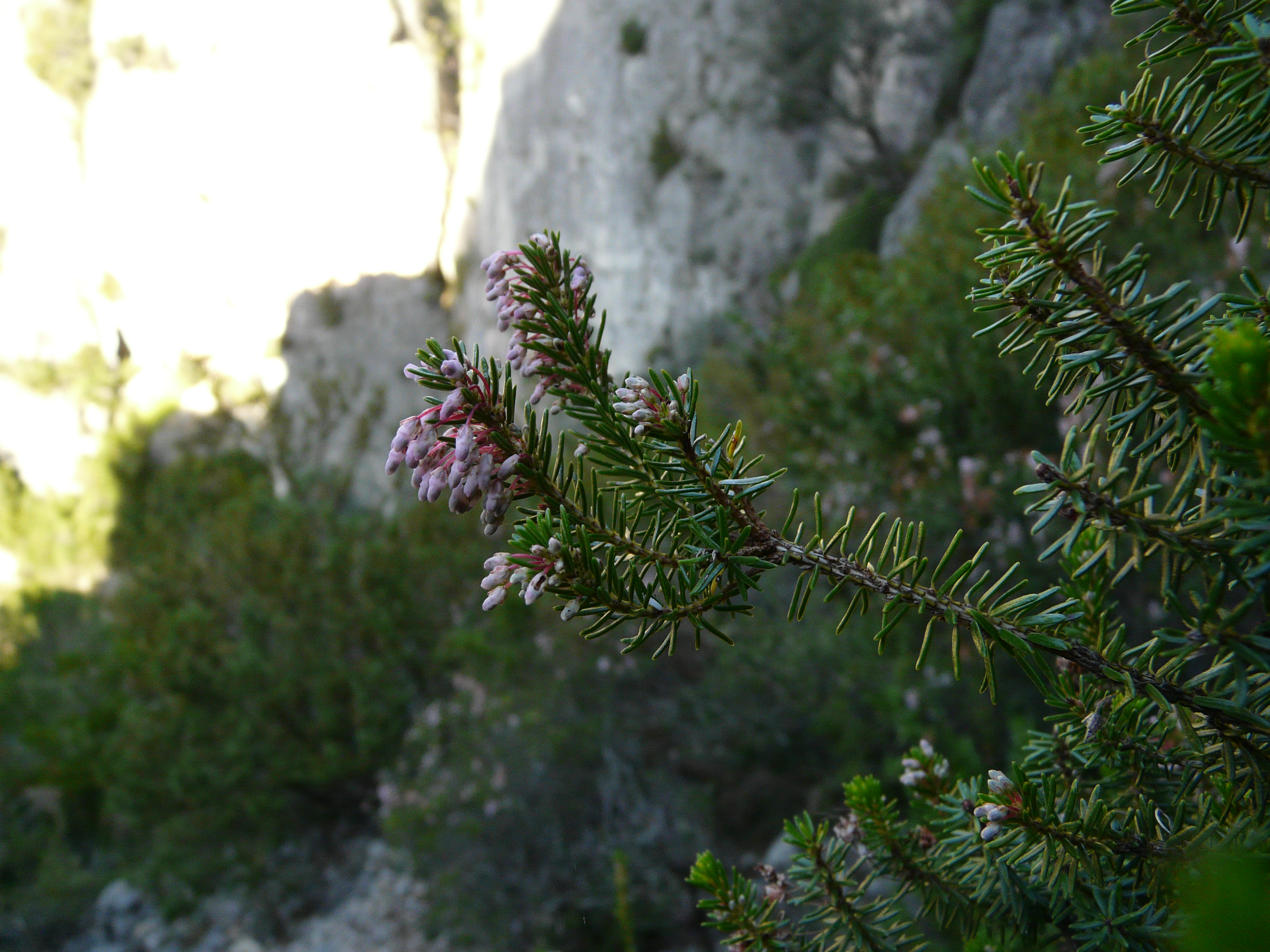
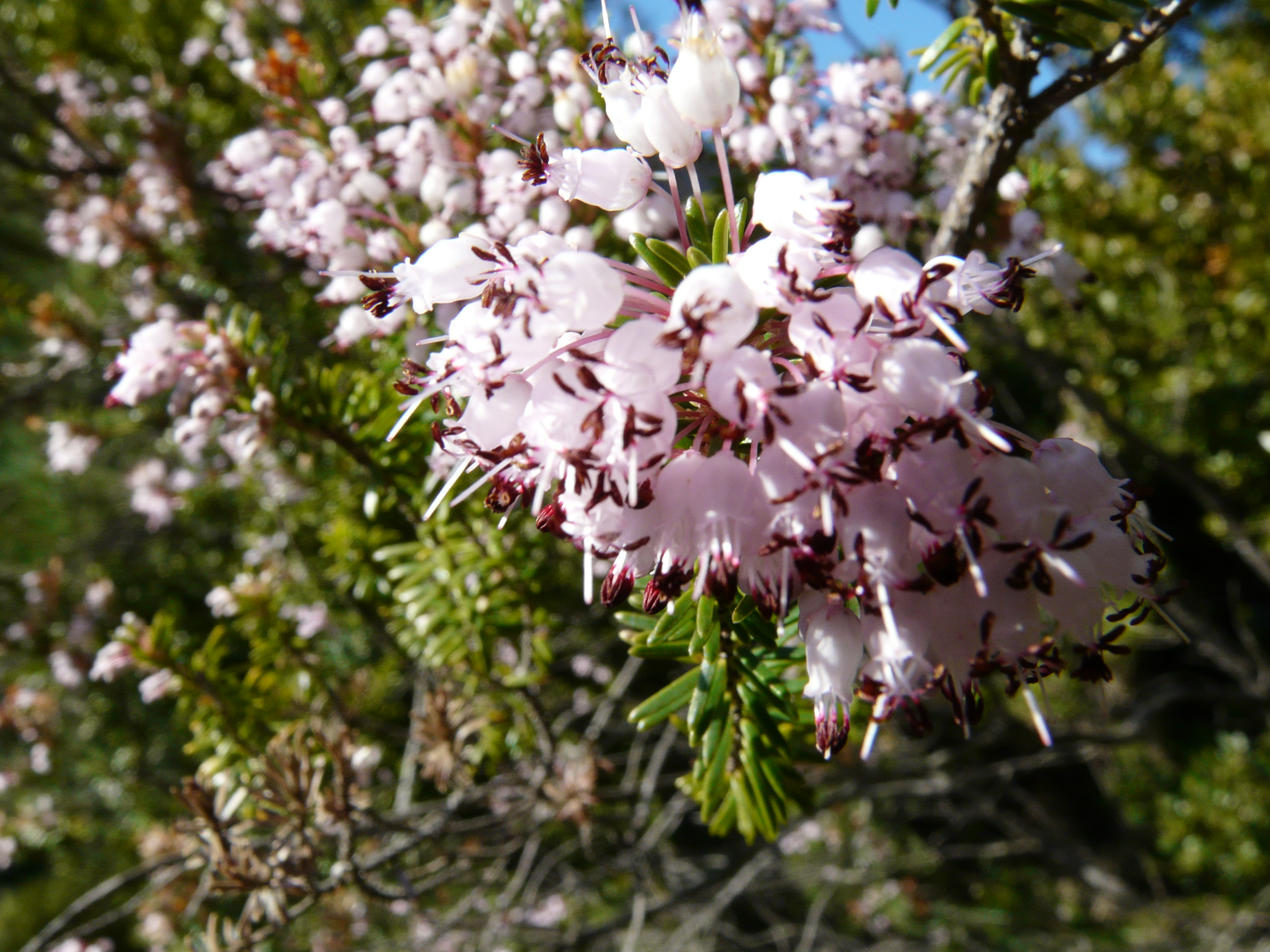
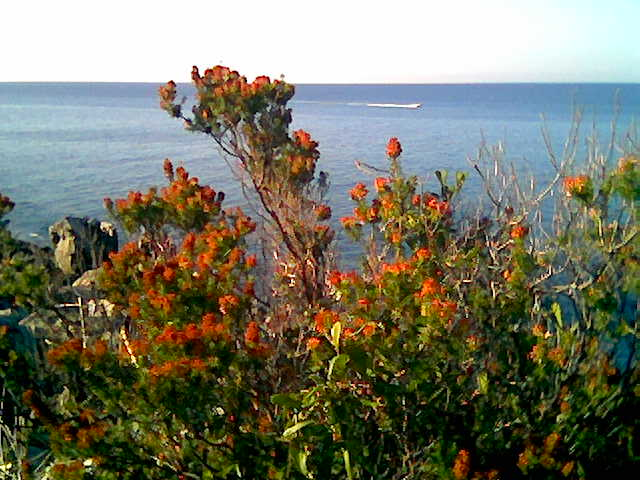
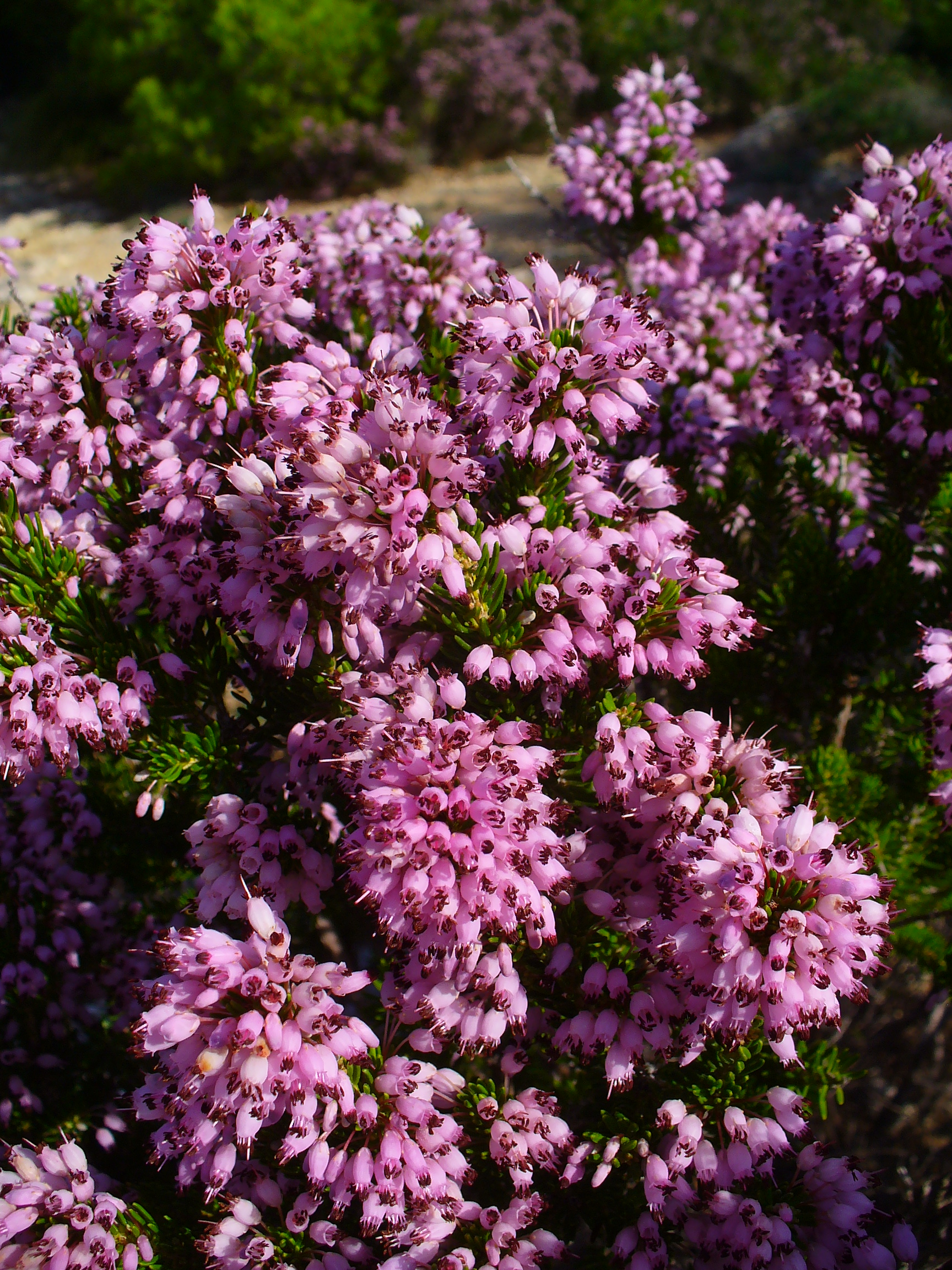